# Ultima Cena nell'arte
L'ultima cena è stato nei secoli un soggetto molto utilizzato dai pittori. La prima rappresentazione dell'ultima cena è un mosaico bizantino a Ravenna, nella Basilica di Sant'Apollinare Nuovo del VI secolo dopo Cristo.

## Rappresentazione e simbolismo
L'Ultima Cena è la raffigurazione nel momento esatto in cui Gesù annuncia il tradimento da parte di uno dei dodici apostoli: la sfida dei pittori è stata quella di cercare di rappresentare il dramma del momento nei volti dei protagonisti.
Gesù sapeva che il giorno successivo sarebbe iniziata la sua Passione e che l'apostolo Pietro lo avrebbe rinnegato tre volte.
La figura di Giuda viene posizionata per tradizione sul lato opposto del tavolo rispetto a Gesù e altri discepoli  mentre dalla pittura rinascimentale lo si identifica generalmente con il possesso di un sacchetto contenente i trenta denari.

## Pittura

### Pittura gotica

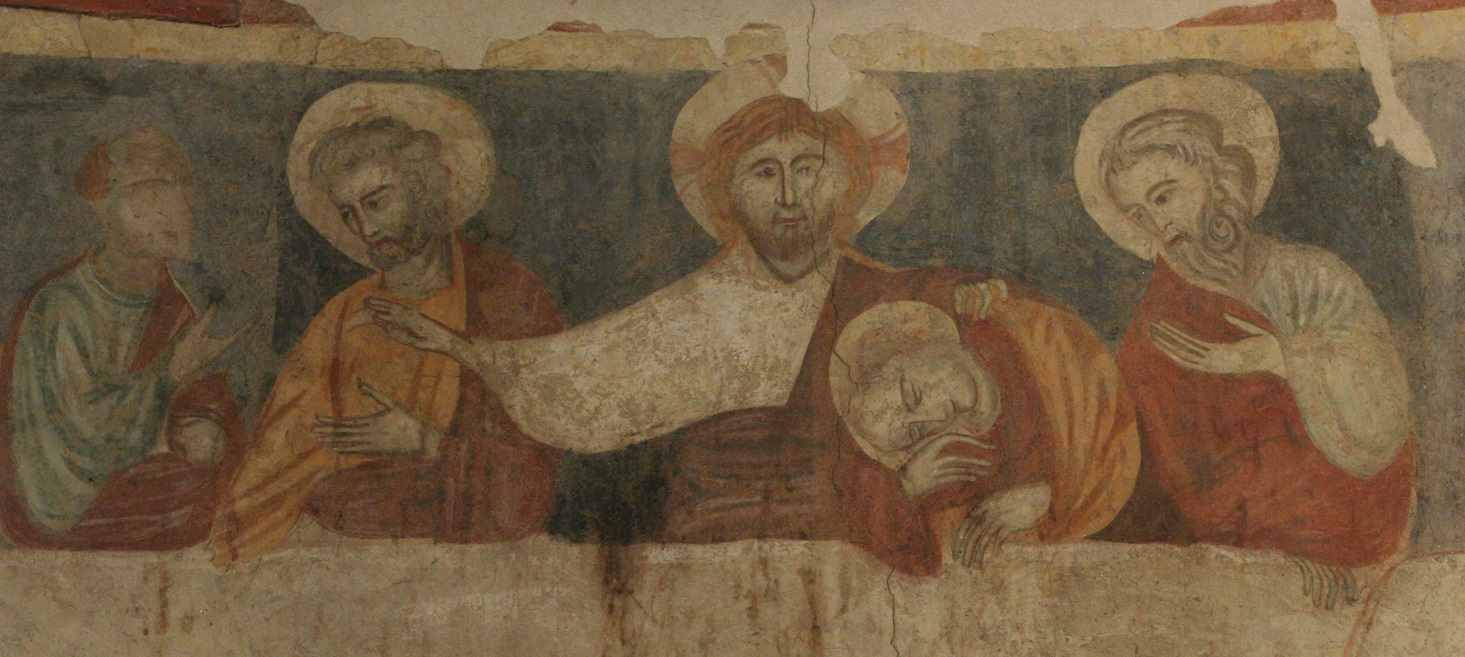
Ultima cena - Rivolta d'Adda - Basilica Sigismondo (re dei Burgundi) - dipinto absidale secolo XIII
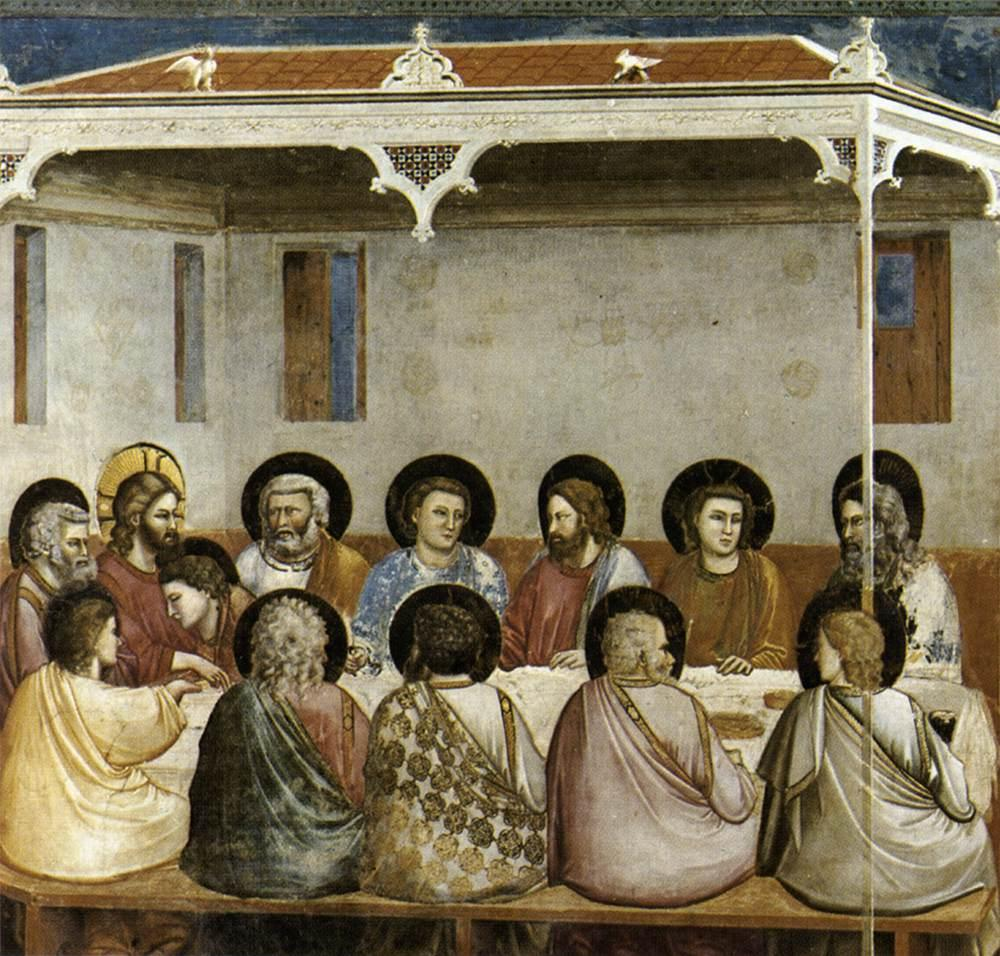
L'Ultima Cena di Giotto
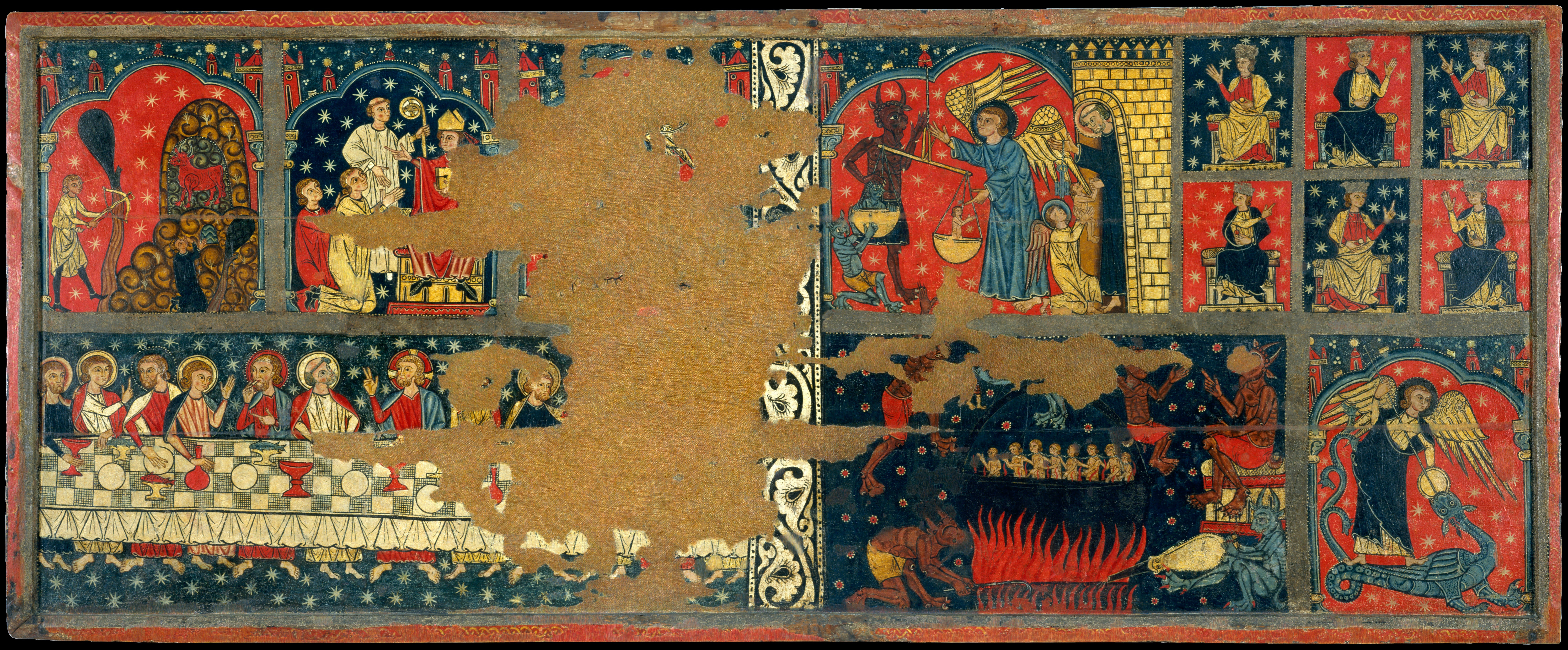
L'Ultima Cena nella Tavola di san Michele (a sinistra in basso), - dipinto del secolo XIII  del Maestro di Soriguerola
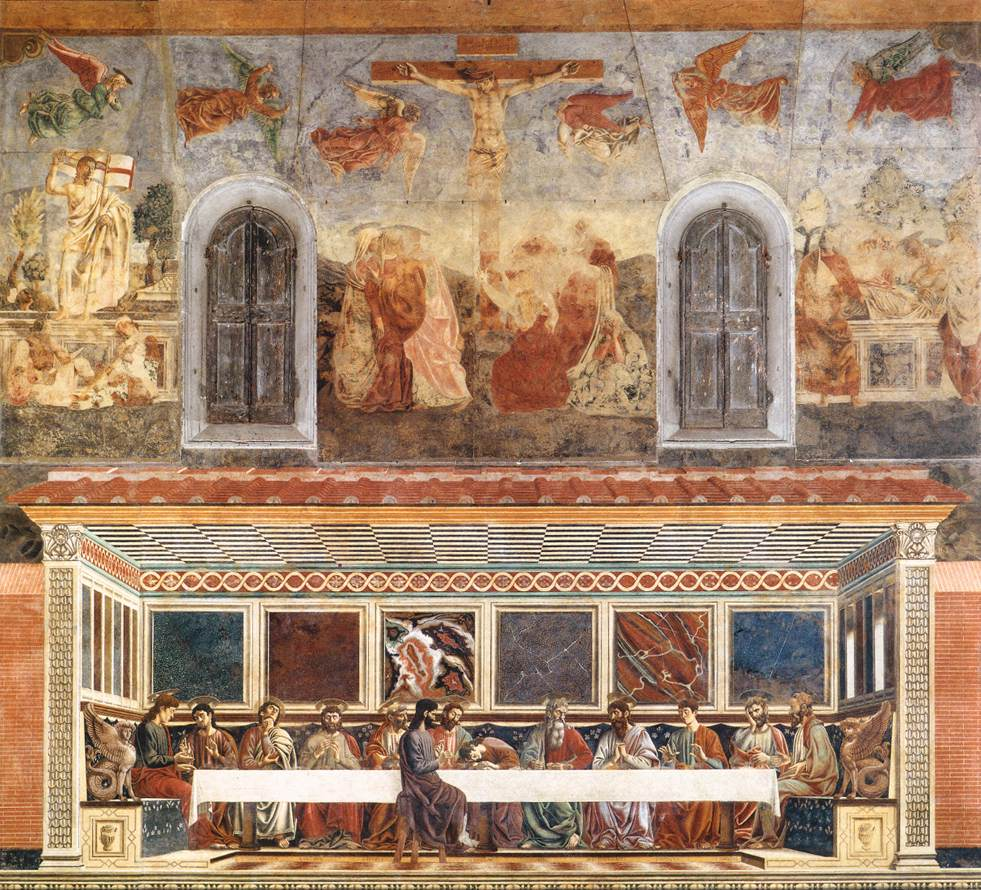
L'Ultima Cena di Andrea del Castagno

### Pittura rinascimentale

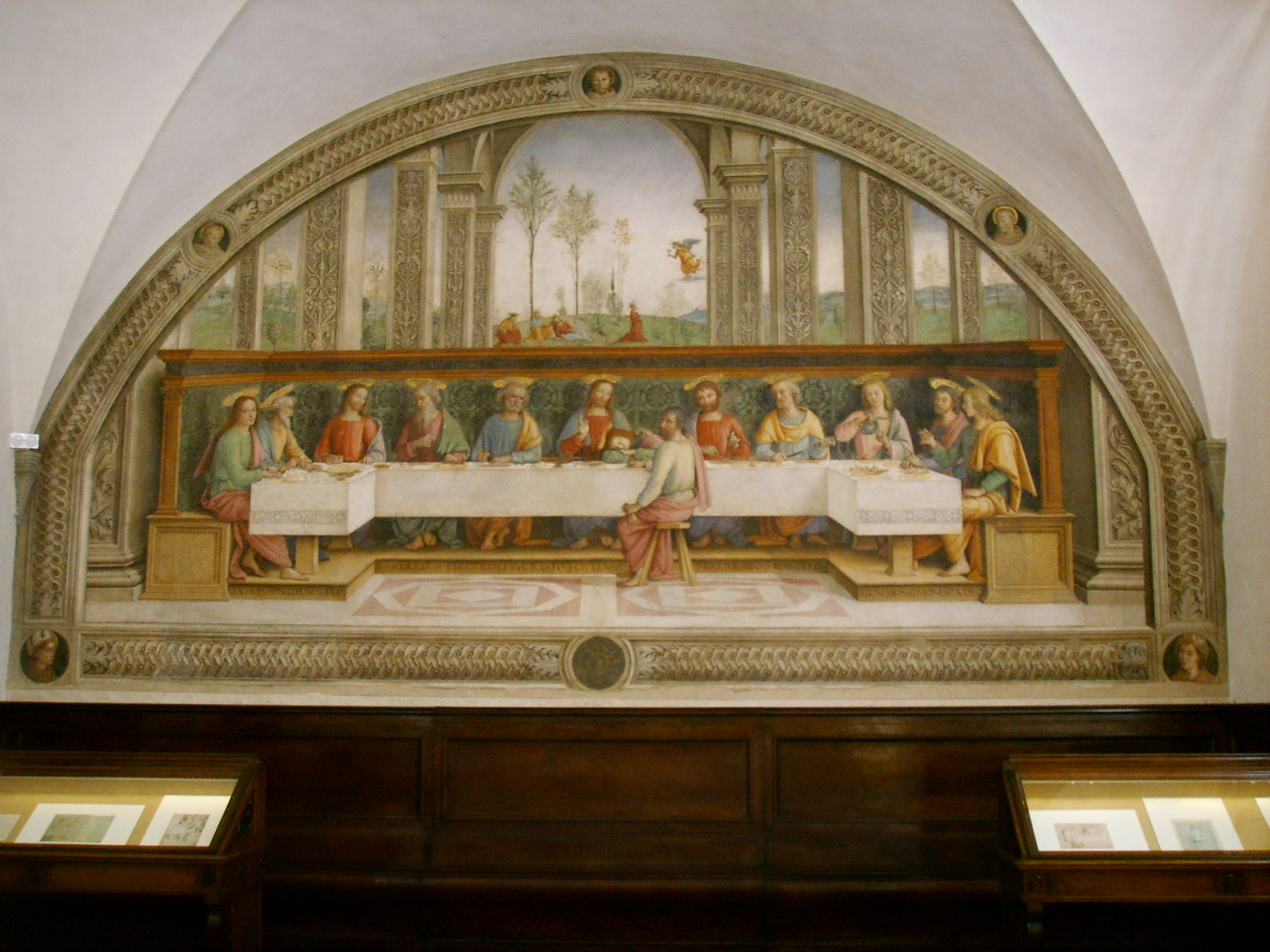
L'Ultima Cena di Pietro Perugino
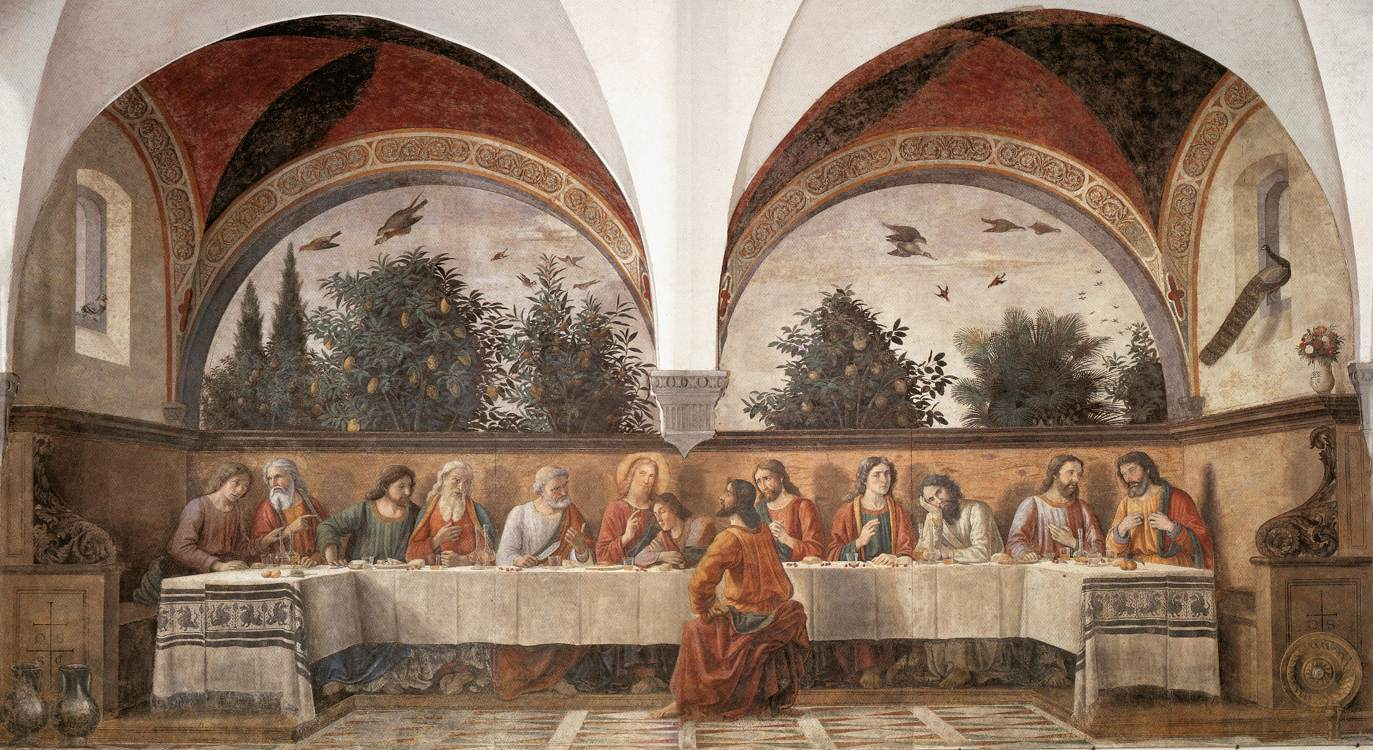
L'Ultima Cena di Domenico Ghirlandaio nel Refettorio d'Ognissanti (Firenze)
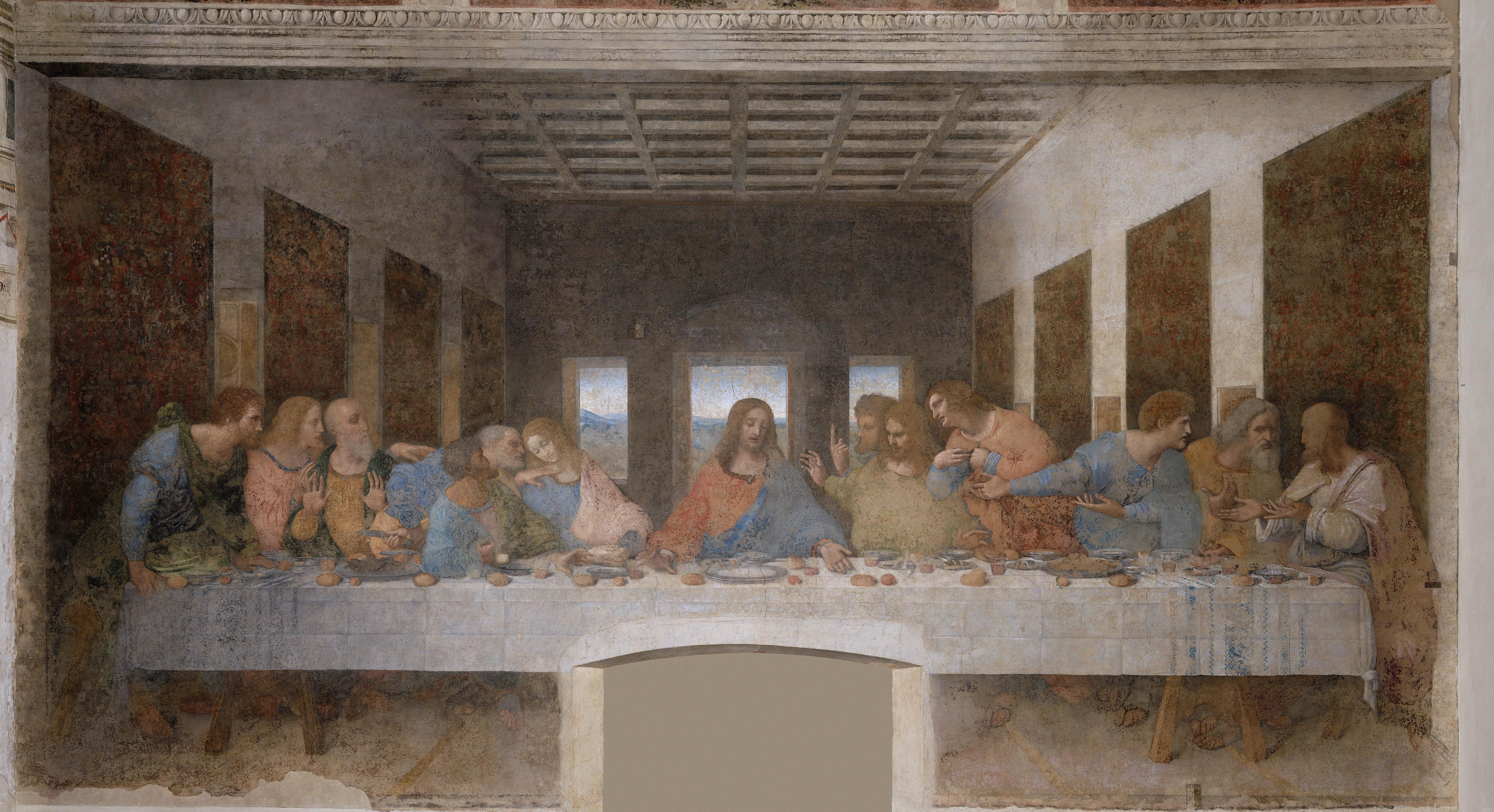
L'Ultima Cena di Leonardo da Vinci

### Pittura manierista

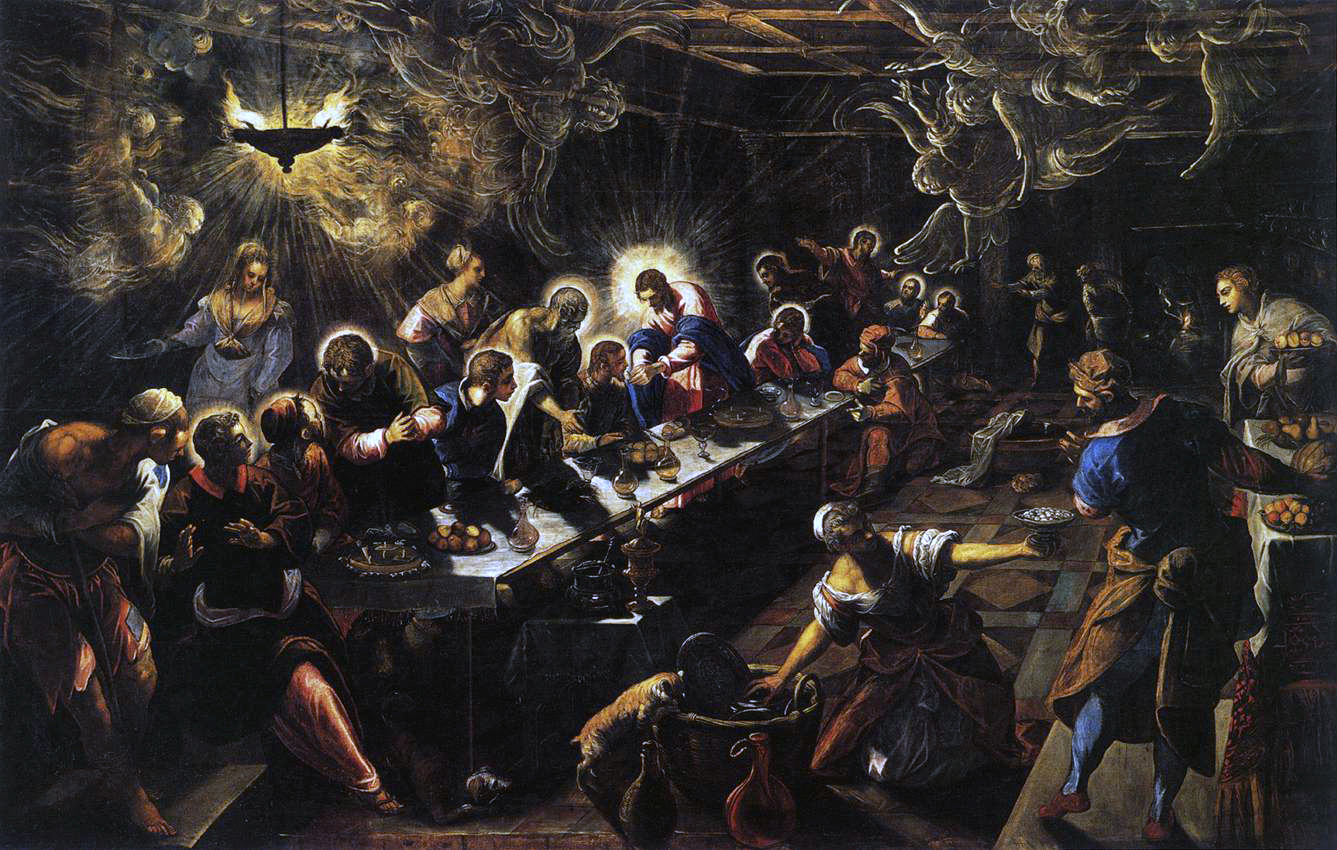
L'Ultima Cena del Tintoretto, Basilica di San Giorgio Maggiore, Venezia

### Pittura barocca

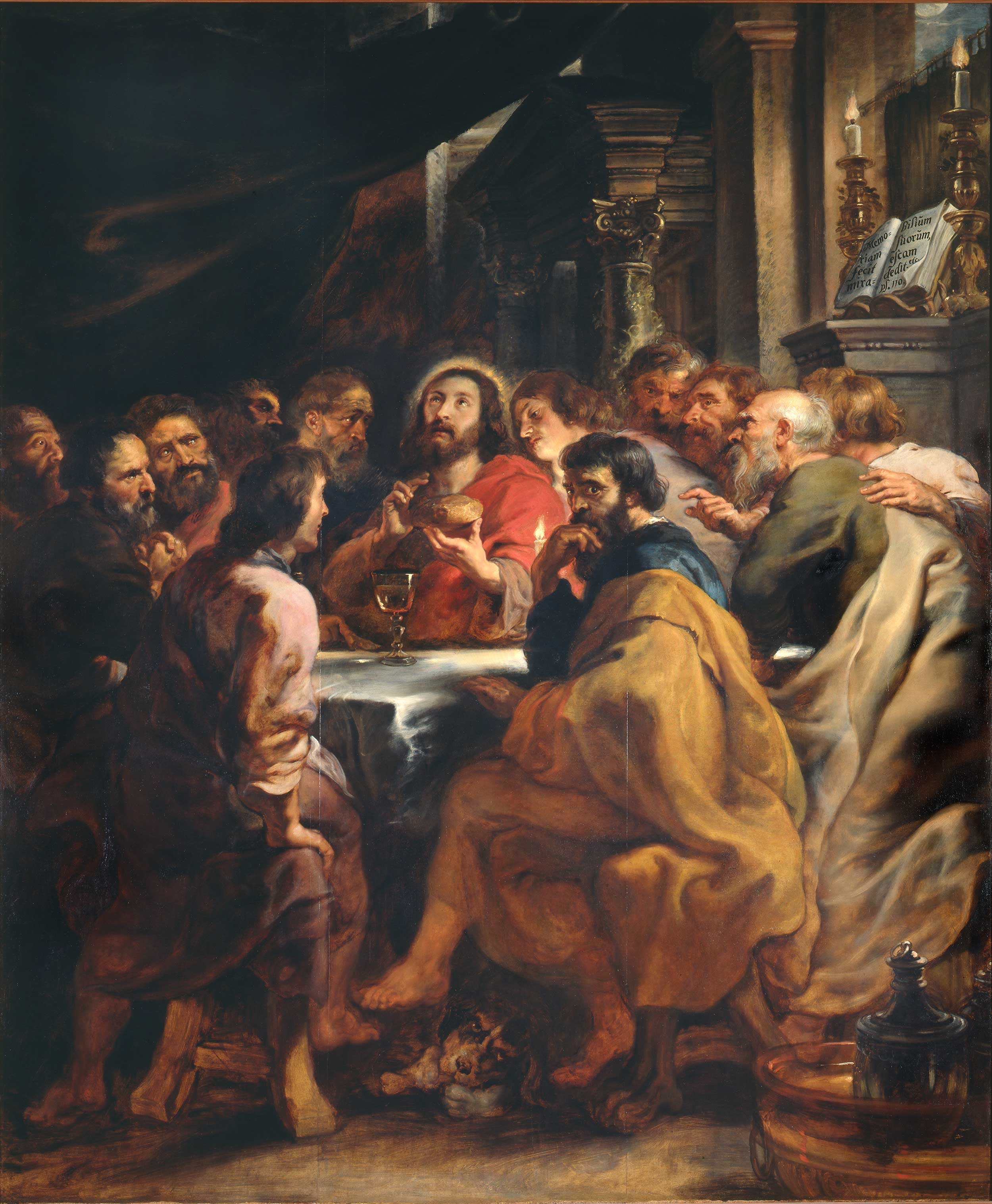
L'Ultima Cena di Peter Paul Rubens

## Musica
- Come in un'ultima cena è il sesto album del Banco del Mutuo Soccorso.